# Ворота Иштар
Воро́та И́штар — восьмые ворота стен Вавилона (современный центральный Ирак), посвящённые богине Иштар, построены в 575 году до н. э. по приказу царя Навуходоносора II (ок. 605—562 годы до н. э.) в северной части города. Один из самых известных памятников архитектуры Вавилонского царства.
С 1930 года Ворота Иштар находятся в экспозиции Музея Передней Азии (Пергамский музей, Берлин). Ворота хорошо сохранились, несмотря на свой возраст, в отличие от аналогичных сооружений, дошедших до наших дней в руинах.

## Раскопки

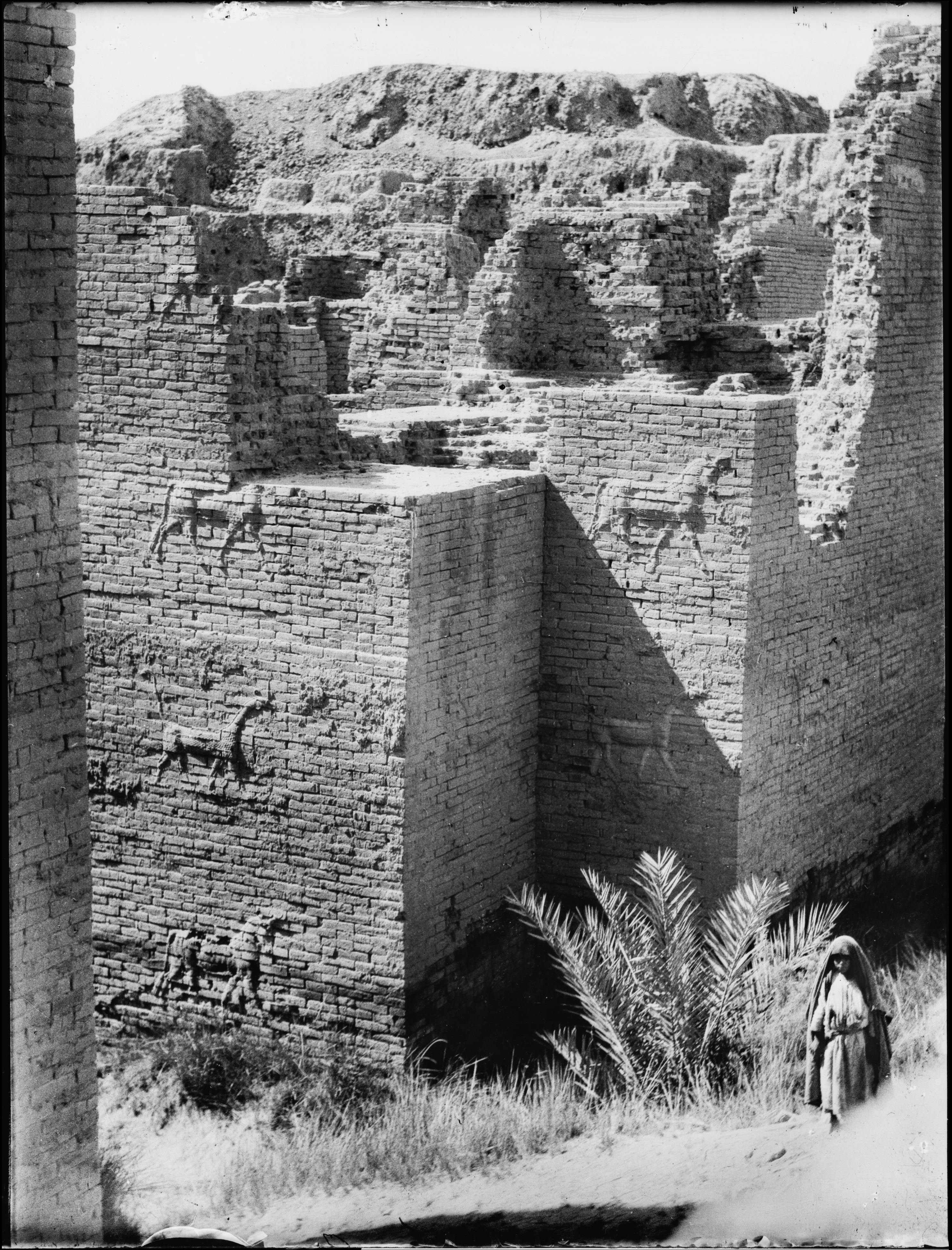
Фотография 1930-х годов

В 1851—1854 гг. участники французской археологической экспедиции находили в районе холма Эль-Каср глазурованные кирпичи ещё не обнаруженной Дороги процессий Мардука. 

В 1897 году немецкий архитектор Роберт Кольдевей, совместно с ориенталистом Карлом Эдуардом Захау в рамках исследовательской экспедиции Королевских музеев Берлина посетил телль и понял значение глазурованных кирпичей.
Кольдевей вспоминал:
При моём первом визите в Вавилон 3-4 июня 1887 года и втором посещении 29-31 декабря 1897 года видел я много фрагментов глазурованных рельефных кирпичей, некоторые из которых привёз в Берлин. Их самобытная красота и культурологическая важность (…) привели к решению раскопать столицу Вавилонского царства.

Кольдевею удалось убедить спонсоров в Берлине в необходимости масштабных раскопок, которые начались 26 марта 1899 года. Во время раскопок храма богини Нинмах найдены разноцветные глазурованные фрагменты кирпичей с рельефами быков и змееподобных животных.
С июля по декабрь 1902 года шли работы по раскопкам древнего сооружения, которое по найденной надписи (теменну) Кольдевей идентифицировал как Врата Иштар:
Я Навуходоносор II, царь Вавилона, сын царя Вавилона Набопаласара. Я построил врата Иштар из кирпичей голубой глазуровки для моего господина Мардука (…) Устрашающих бронзовых зверей и могучих Змееподобных установил я у порога. С известняковыми плитами и (…)-кирпичами сделал я образ быка (…) Мардука, величественного бога, вечной жизни (…) в подарок.
Продолжившиеся работы обнажили девять слоёв строительства.

## Внешний вид
Ворота Иштар представляют собой громадную полукруглую арку, ограниченную по сторонам гигантскими стенами и выходящую на так называемую Дорогу процессий, вдоль которой тянулись стены. Ворота посвящены богине Иштар и сооружены из кирпича, покрытого ярко-голубой, жёлтой, белой и чёрной глазурью, для получения сине-зелёного оттенка которой использовали медь.
Стены ворот и Дороги Процессий покрыты барельефами необычайной красоты, изображающими животных в позах, очень близких к естественным. Стены дорожки украшают около 120 барельефов львов. Стены ворот покрыты перемежающимися рядами изображений сиррушей и быков. Всего на воротах около 575 изображений животных: на стенах — львы (символизируют Иштар — вавилонскую богиню войны, мудрости и сексуальности), на воротах — сирруш и тур. Животные, находящиеся на уровне глаз человека, изображены чуть меньше, чем в натуральную величину.
Крыша и двери ворот были изготовлены из кедра.

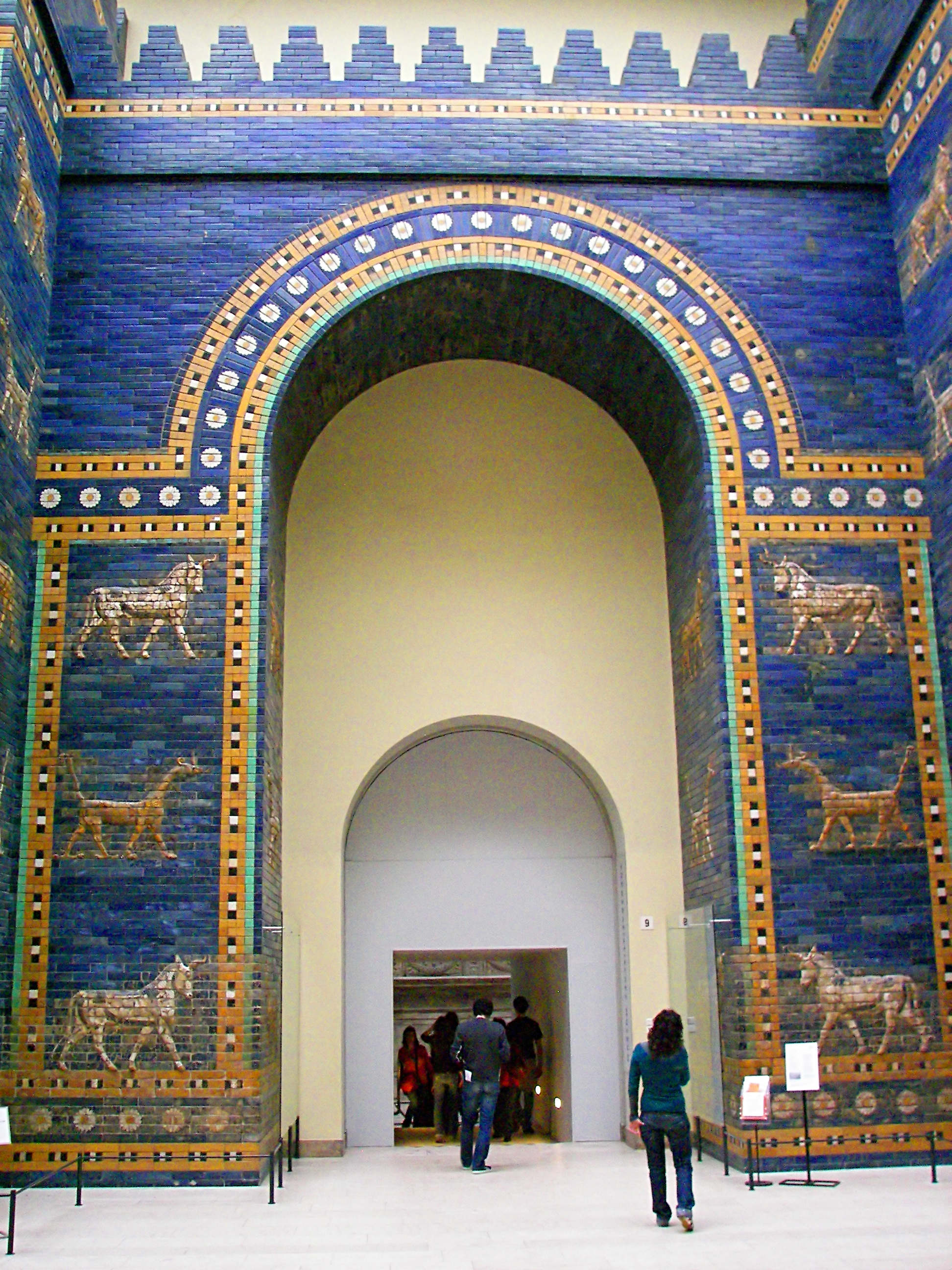
Восстановленные ворота Иштар в берлинском музее Пергамон

Через ворота Иштар по Дороге Процессий в день празднования Нового года проносились статуи богов.
Кольдевей описывает ворота Иштар так:
Ряды кирпичей идут один над другим. Драконы и быки никогда не встречаются в одном горизонтальном ряду, но ряд быков следует за рядом сиррушей, и наоборот. Каждое отдельное изображение занимает по высоте 13 кирпичей, а промежуток между ними составляет 11 кирпичей. Таким образом, расстояние от низа одного изображения до низа другого равно 24 кирпичам, или почти точно двум метрам, то есть четырем вавилонским элам.

Когда работы по строительству ворот завершились, Навуходоносор составил надпись, которая была сделана клинописью и выставлена на всеобщее обозрение. Надпись начинается так:
Я — Навуходоносор, царь вавилонский, благочестивый государь, правящий по воле и благоволению Мардука, высший правитель Города, любимец Неба, хитроумный и неутомимый… всегда пекущийся о благополучии Вавилона, мудрый первородный сын Набополассара, царя вавилонского…
Табличка с этой надписью сейчас хранится в Пергамском музее.

## Реконструкция
Реконструкция ворот Иштар и Дороги Процессий была произведена в 1930-х годах в Пергамском музее в Берлине, из материала, найденного археологом Робертом Кольдевеем.
Фрагменты ворот и львы, украшавшие Дорогу Процессий, хранятся в разных музеях мира:
в стамбульском Археологическом музее хранятся барельефы львов, драконов и быков;
в детройтском Музее Искусств хранится барельеф сирруша;
барельефы львов есть в Лувре, музее Метрополитен в Нью-Йорке, Восточном Институте в Чикаго, Музее школы дизайна Род-Айленда и Музее изящных искусств в Бостоне.
Уменьшенная копия ворот, построенная Саддамом Хуссейном[где?], была разрушена в ходе военных действий 2003 года.
Копия ворот Иштар построена в Ираке у входа в музей[какой?] на месте Древнего Вавилона[уточнить].

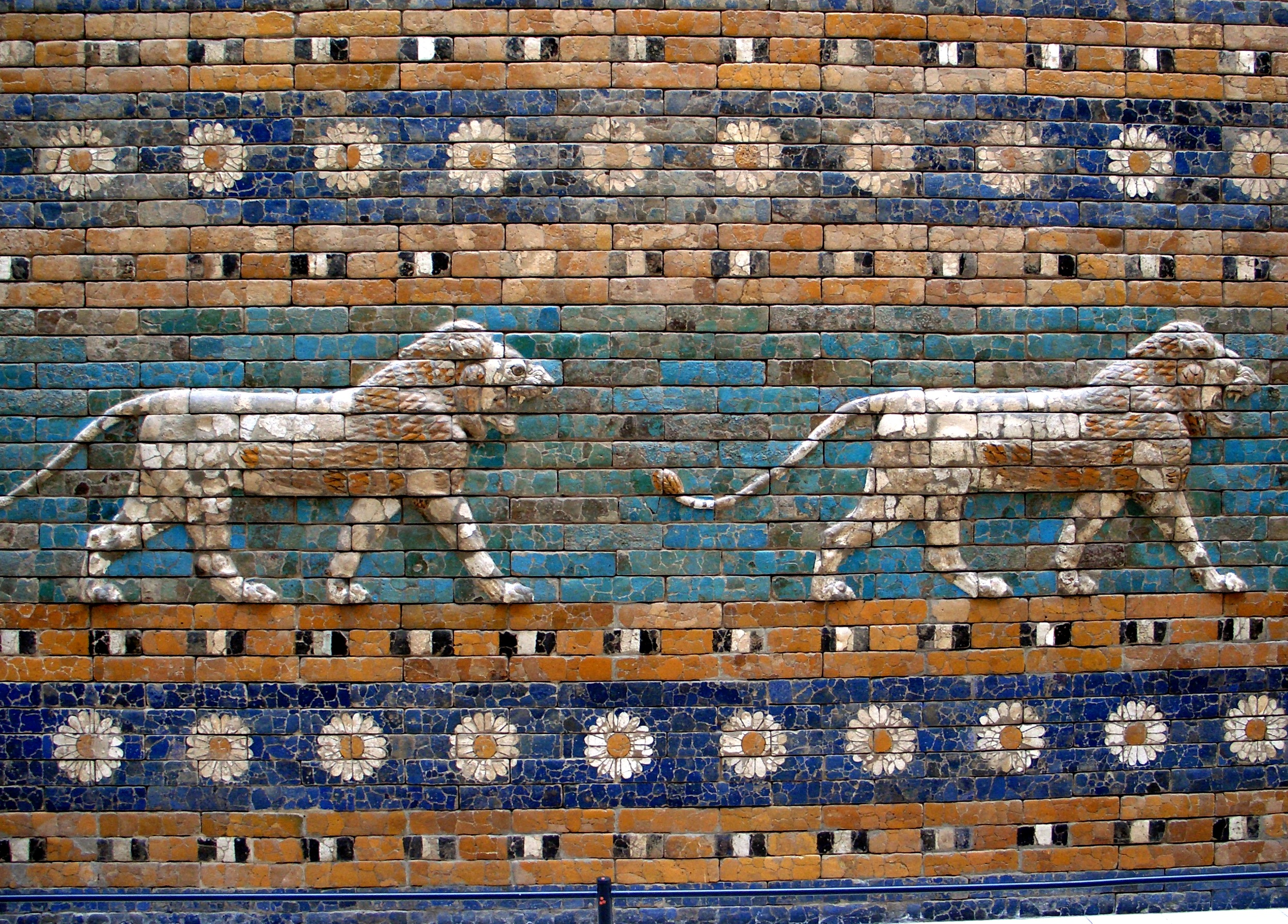
Месопотамские львы и цветы
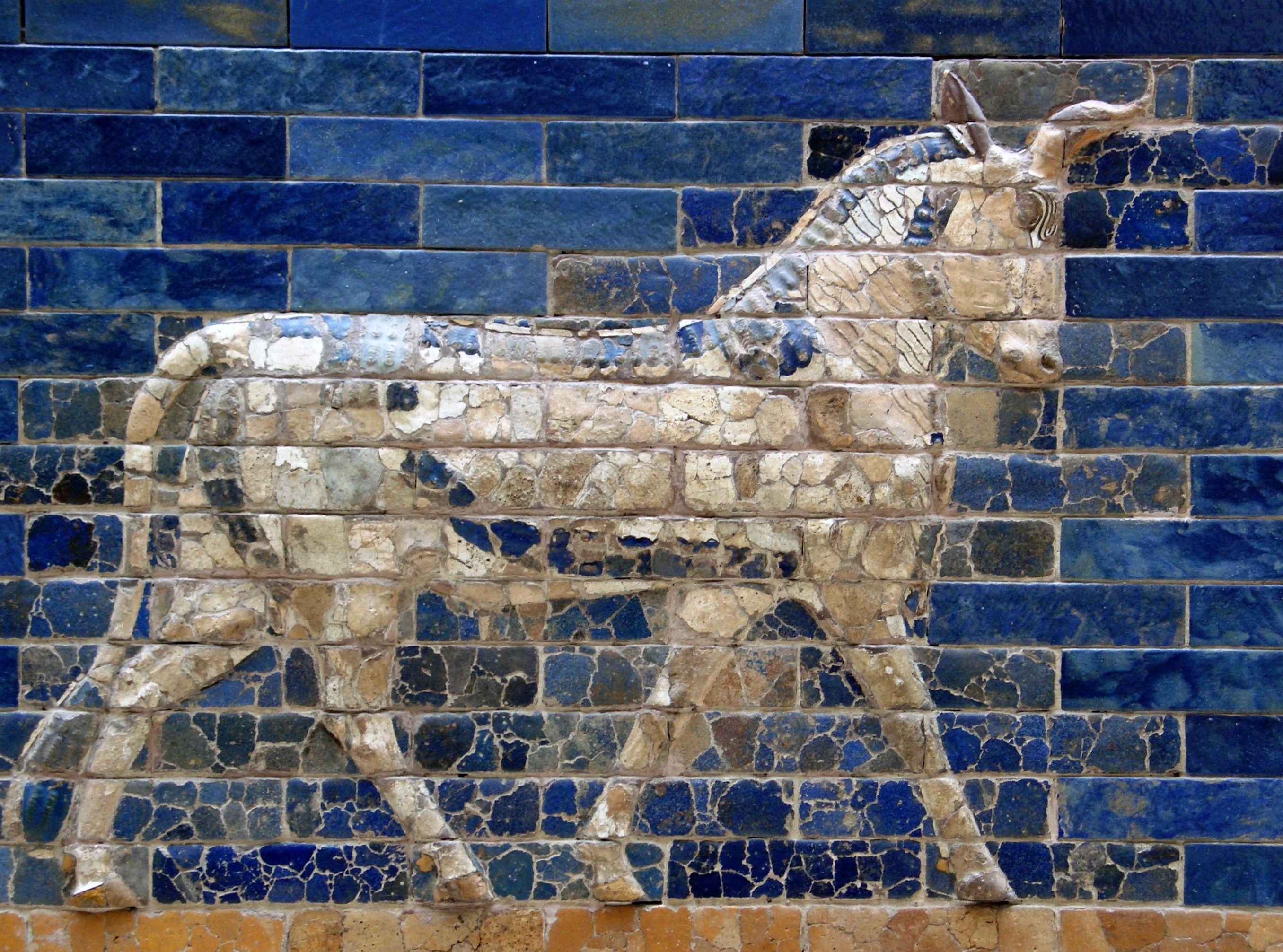
Фрагмент с изображением быка
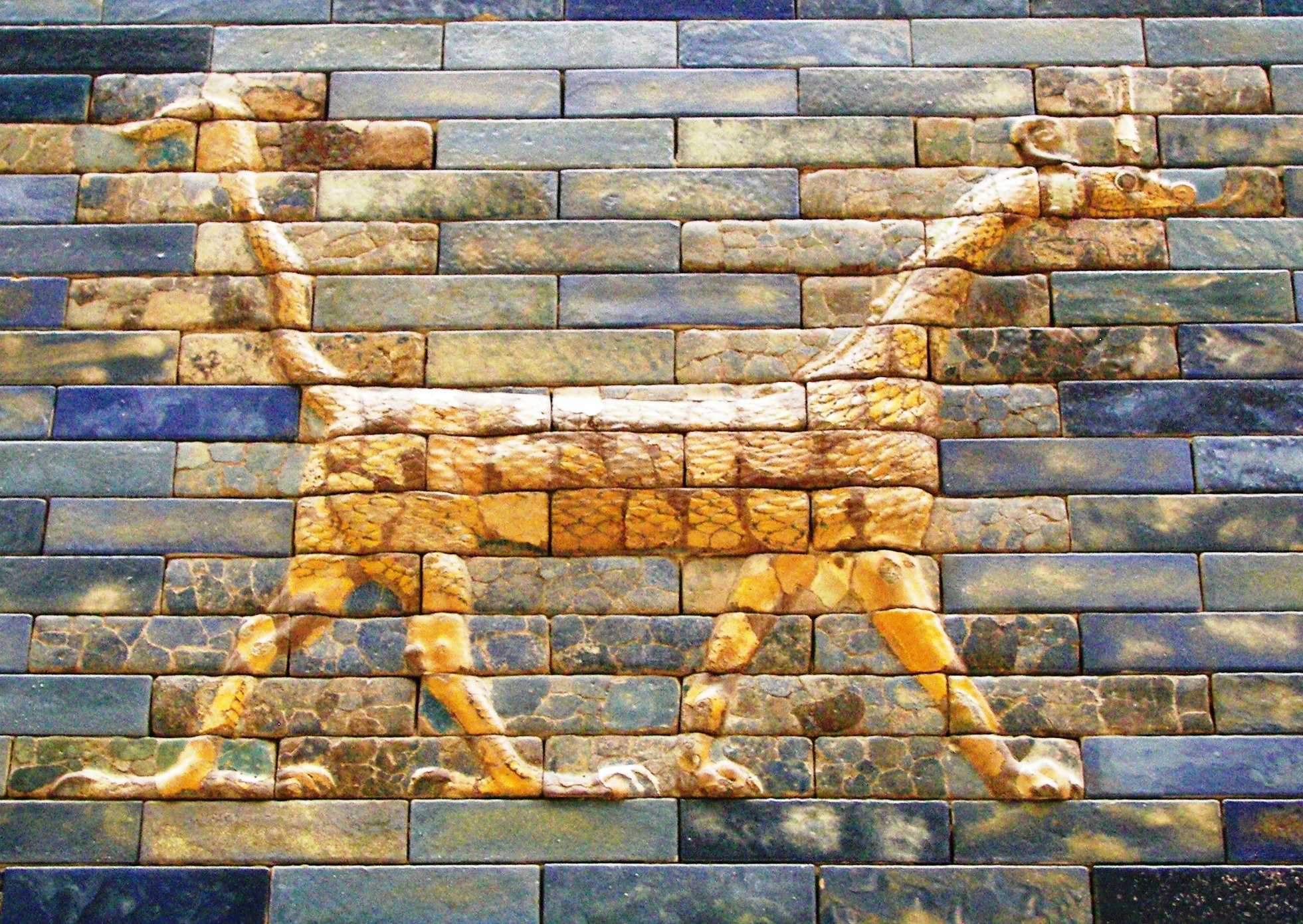
Фрагмент с изображением сирруш
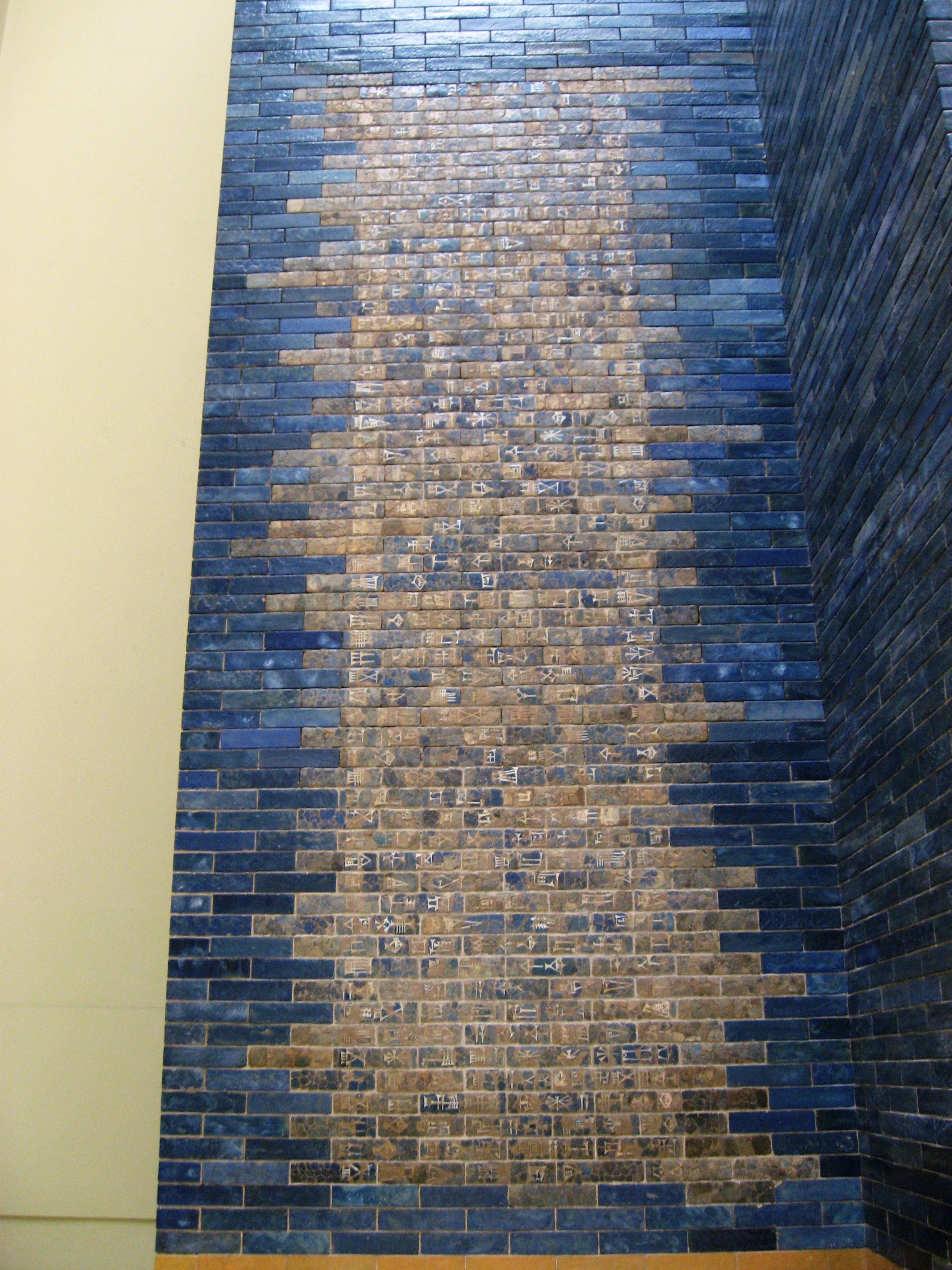
Описание строительства врат Навуходоносора II
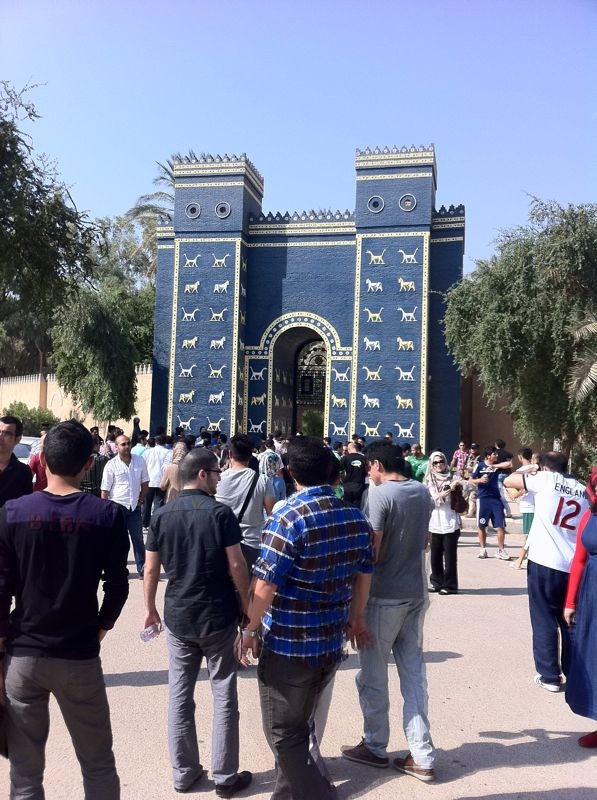
Копия Ворот Иштар в Ираке, 2011 год
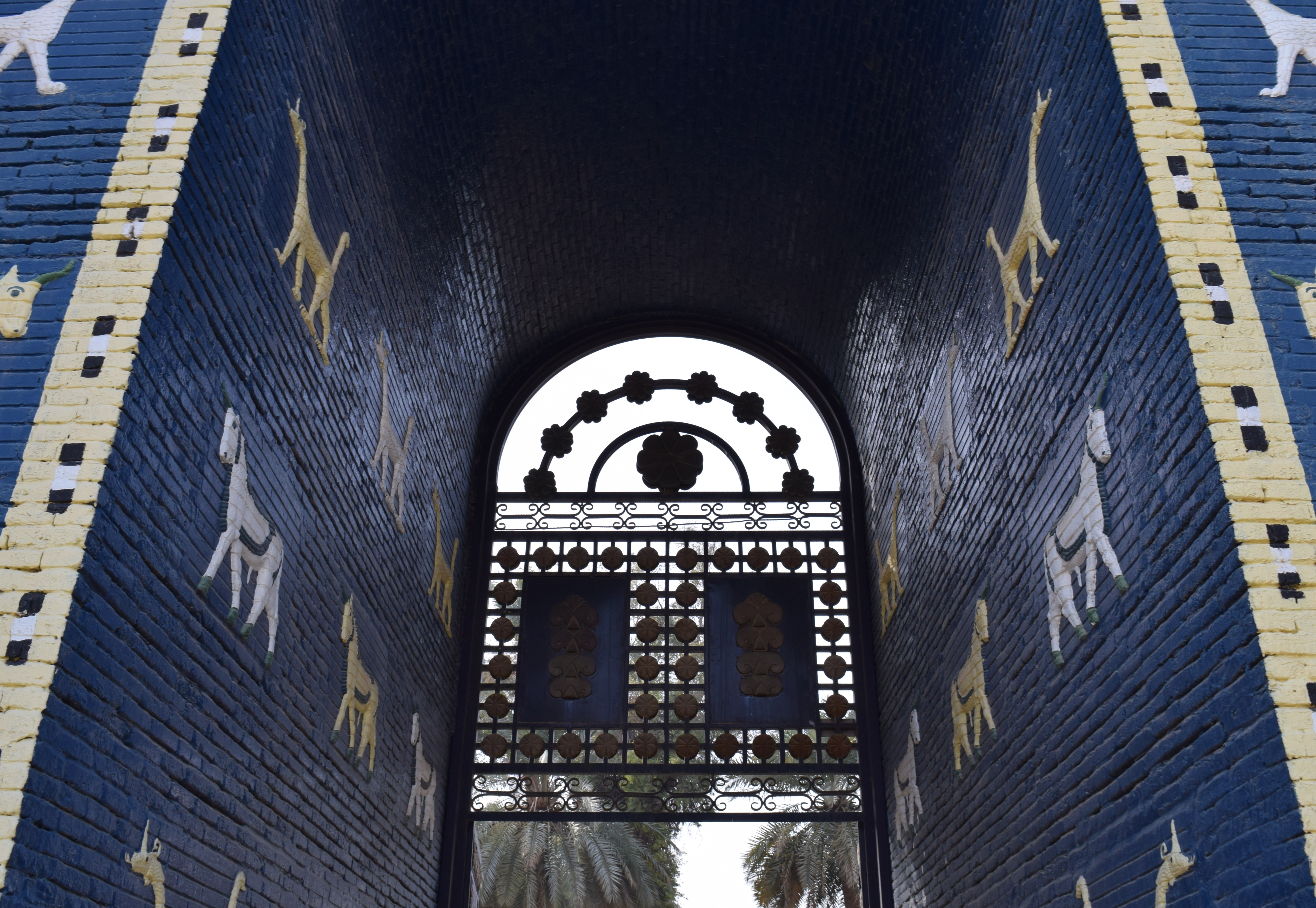
Копия Ворот Иштар в Ираке, 2011 год